# Dasein Sollen
Dasein Sollen è il primo EP del rapper italiano Rkomi, pubblicato il 13 ottobre 2016 dalla Digital Distribution.

## Antefatti
Il 28 settembre 2016, Rkomi ha diffuso la lista tracce ufficiale dell'EP: figurano i featuring di Tedua, in 00, e Izi, in Aeroplanini di carta. Rkomi propone così non una raccolta di inediti, bensì un EP che raccolga i singoli da lui già pubblicati in passato: ad esempio, il brano Dasein Sollen fu scritto e pubblicato da Rkomi a circa due anni di distanza da Calvairate Mixtape, prima che venisse concepito il progetto dell'EP.

## Accoglienza
L'EP è stato particolarmente apprezzato dai principali esponenti della scena indie italiana, come ad esempio Calcutta, che ha presto affidato a Rkomi gli show di apertura alle sue esibizioni.
Ampio consenso è arrivato in generale dalla critica musicale: il lavoro di Rkomi è stato definito un Bildungsroman musicale, ed è stato individuato come tema principale del disco quello della rivalsa, che fa da filo narrativo per una raccolta in sé omogenea.

## Tracce
Testi di Mirko Manuele Martorana eccetto dove indicato.
1. Sul serio – 2:25 (musica: Christian "Chris Nolan" Mazzocchi)
2. Sissignore – 3:34 (musica: Luca "Night Skinny" Pace)
3. 180 – 2:49 (musica: Stefano "Zef" Tognini)
4. Aeroplanini di carta (feat. Izi) – 3:45 (testo: Mirko Manuele Martorana, Diego Germini – musica: Pablo Miguel "Shablo" Lombroni Capalbo)
5. Oh Mama – 3:19 (musica: Stefano Tognini, Alessandro "Marz" Pulga)
6. 00 (feat. Tedua) – 3:11 (testo: Mirko Manuele Martorana, Mario Molinari – musica: Christian Mazzocchi)
7. Dasein Sollen – 2:06 (musica: Stefano Tognini)

## Classifiche
| Classifica (2016) | Posizione massima |
| ----------------- | ----------------- |
| Italia            | 87                |